# لويس سوليفان واد
لويس سوليفان واد (بالإنجليزية: Louis Wade Sullivan)‏ (و. 1933 – م) هو سياسي من الولايات المتحدة الأمريكية ولد في أتلانتا، جورجيا.
وهو عضو في الحزب الجمهوري .

## روابط خارجية
- لويس سوليفان واد على موقع مونزينجر (الألمانية)
- لويس سوليفان واد على موقع إن إن دي بي (الإنجليزية)